# Steinwarder

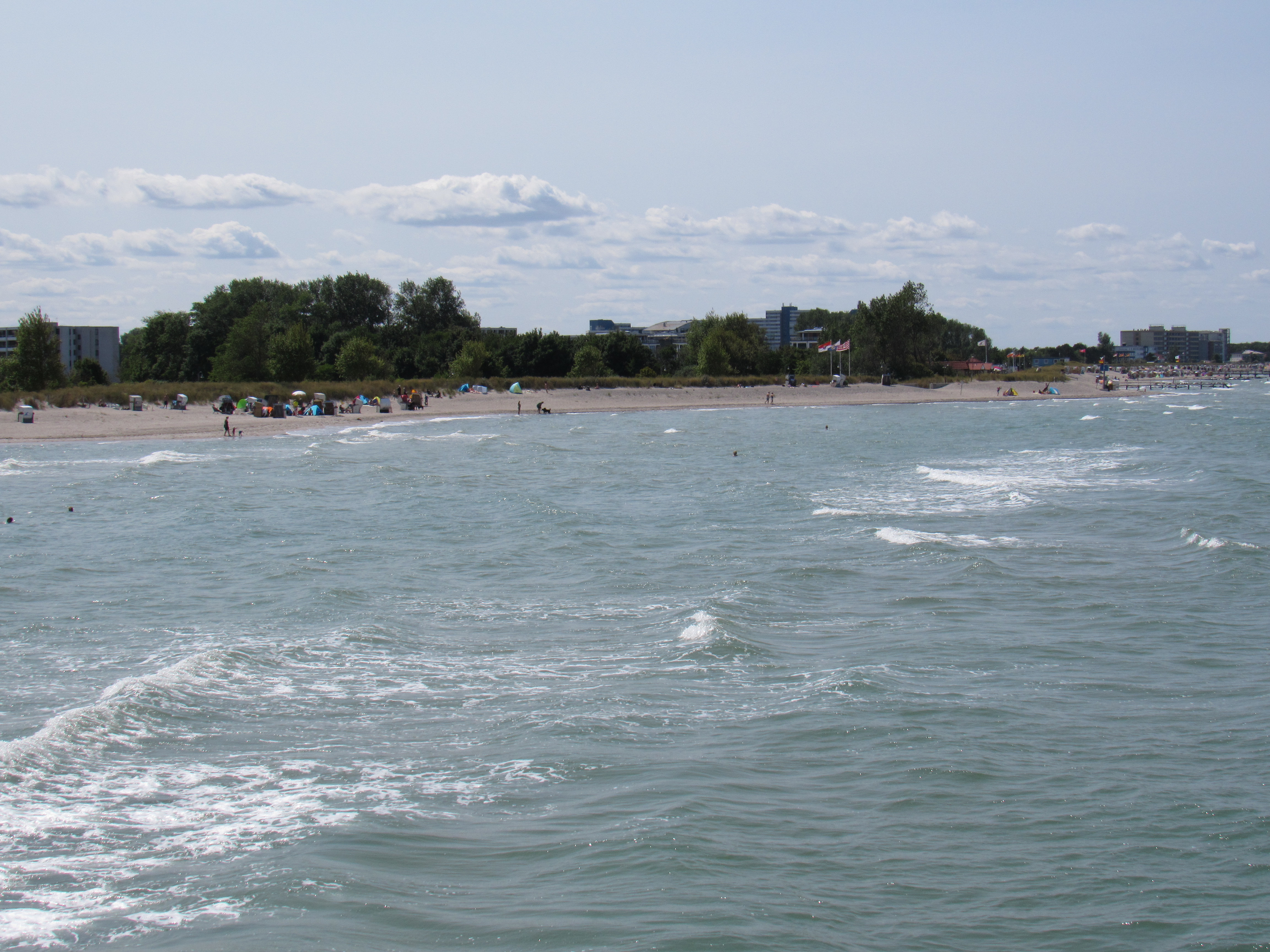
Der Strand am Steinwarder von der Seebrücke aus gesehen

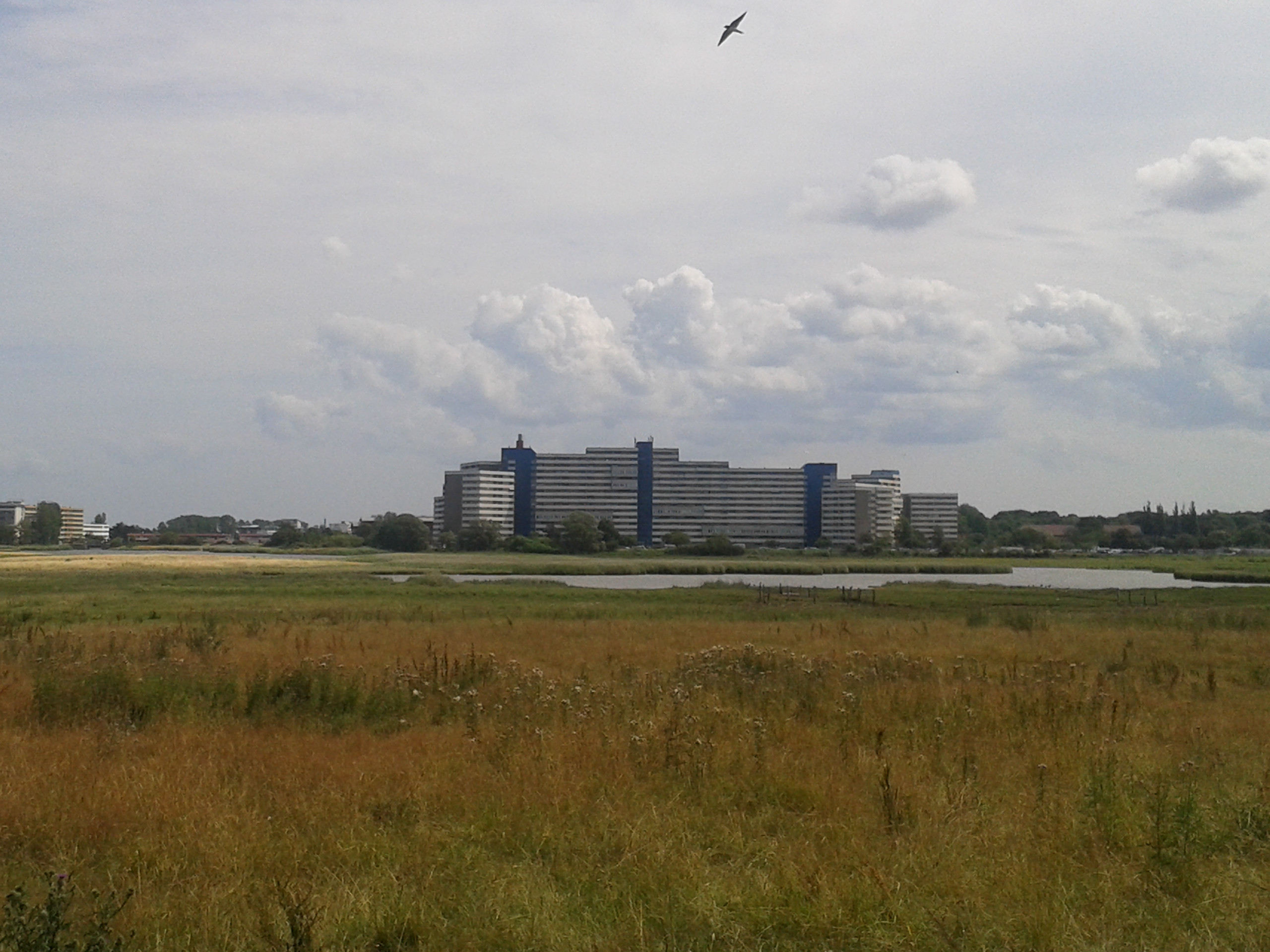
Die Eichholzniederung, dahinter das Ferienzentrum

Steinwarder bildet zusammen mit der östlich anschließenden früheren Insel Graswarder eine langgestreckte Halbinsel an der Küste von Heiligenhafen im Kreis Ostholstein in Schleswig-Holstein. 

## Lage
Der Steinwarder befindet sich im Nordwesten des Stadtgebietes von Heiligenhafen und war ursprünglich nur im Bereich der Eichholzniederung und der Salzwiesen unweit des Leuchtfeuers Heiligenhafen am Beginn der Heiligenhafener Steilküste mit dem Festland verbunden. 1954 wurde unweit des Hafens eine Verbindung mit dem Festland und der damaligen Insel Graswarder hergestellt. Die Wasserfläche zwischen dem Steinwarder und dem Festland bildet seitdem den Heiligenhafener Binnensee, der trotz seines Namens bis heute eine Verbindung mit der Ostsee aufweist.

## Bebauung und touristische Erschließung
Die touristische Erschließung des Steinwarder fand mit der Errichtung des Heilgenhafener Ferienzentrums nahe der Eichholzniederung Ende der 1960er Jahre einen ersten Höhepunkt. Nachfolgend wurde dem Strand folgend eine Erschließungsstraße angelegt, entlang derer seit den 1970er Jahren Hotels und Ferienappartements errichtet wurden und werden. Der Strand des Steinwarder ist der Hauptbadestrand der Stadt Heiligenhafen. 2012 wurde im Osten der Halbinsel die Seebrücke Heiligenhafen eröffnet, in deren Umfeld seitdem weitere touristische Bauten entstanden. 